# Élysée

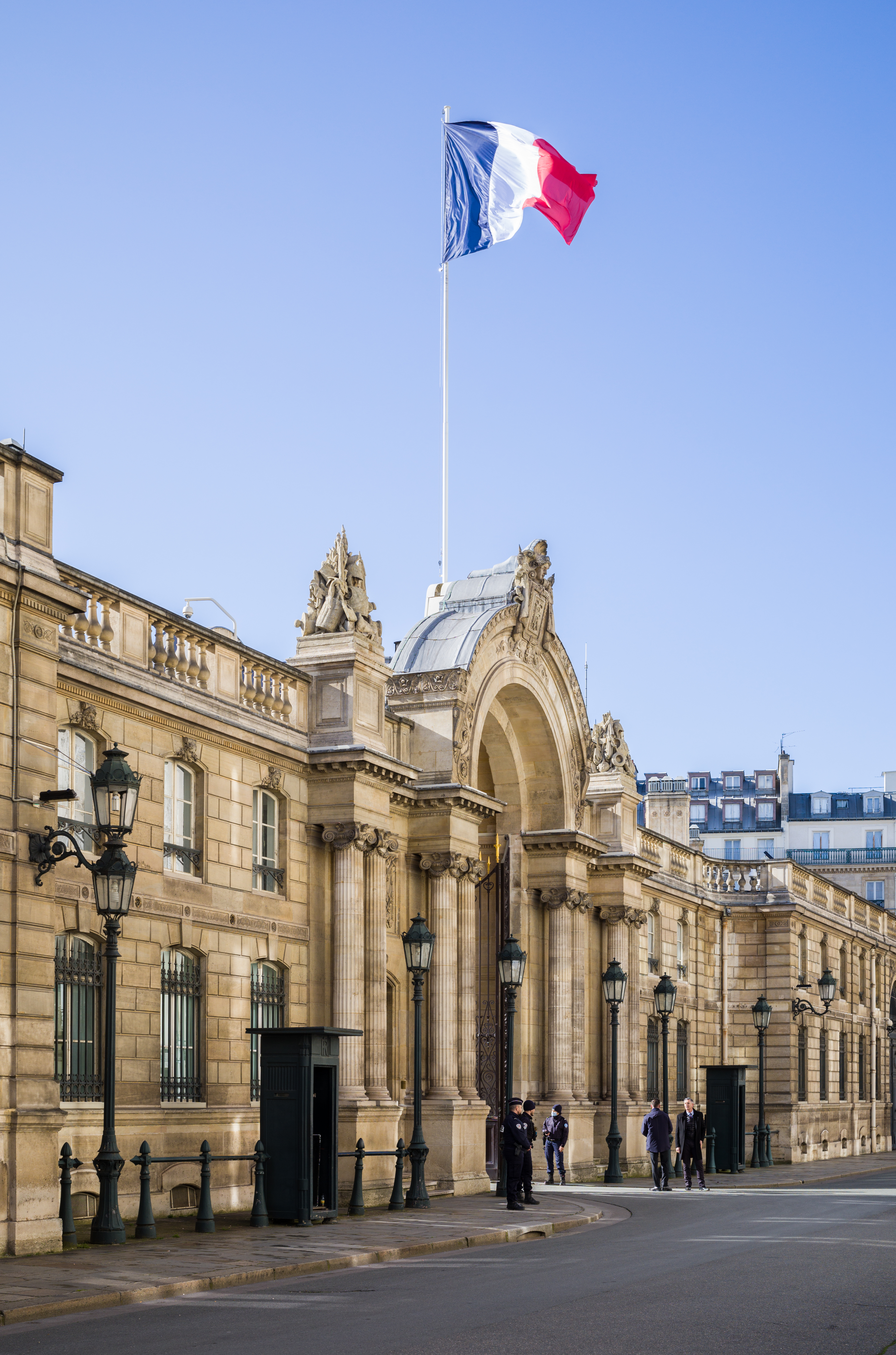
Ingang van het Élysée

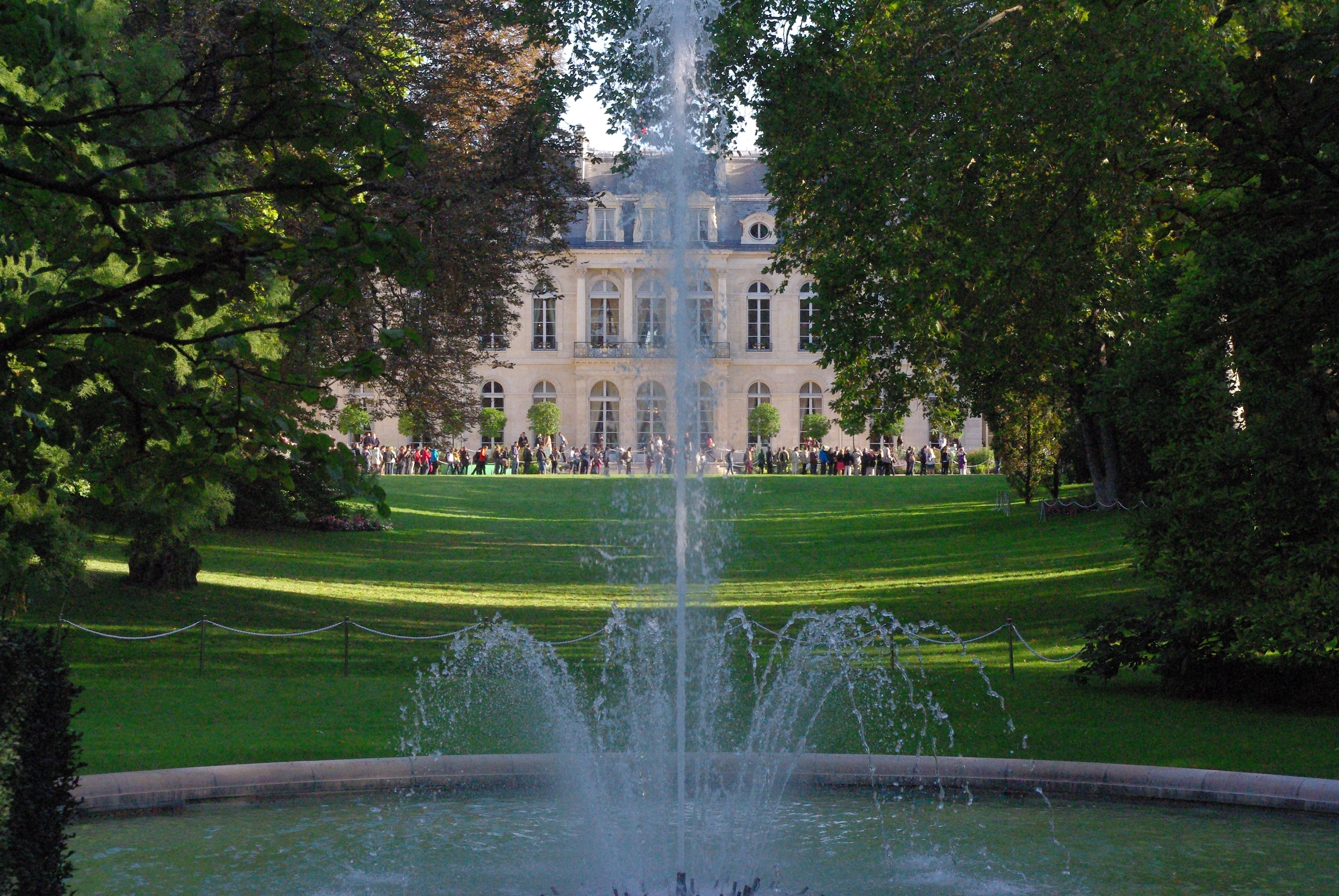
Het Élysée vanuit de tuin

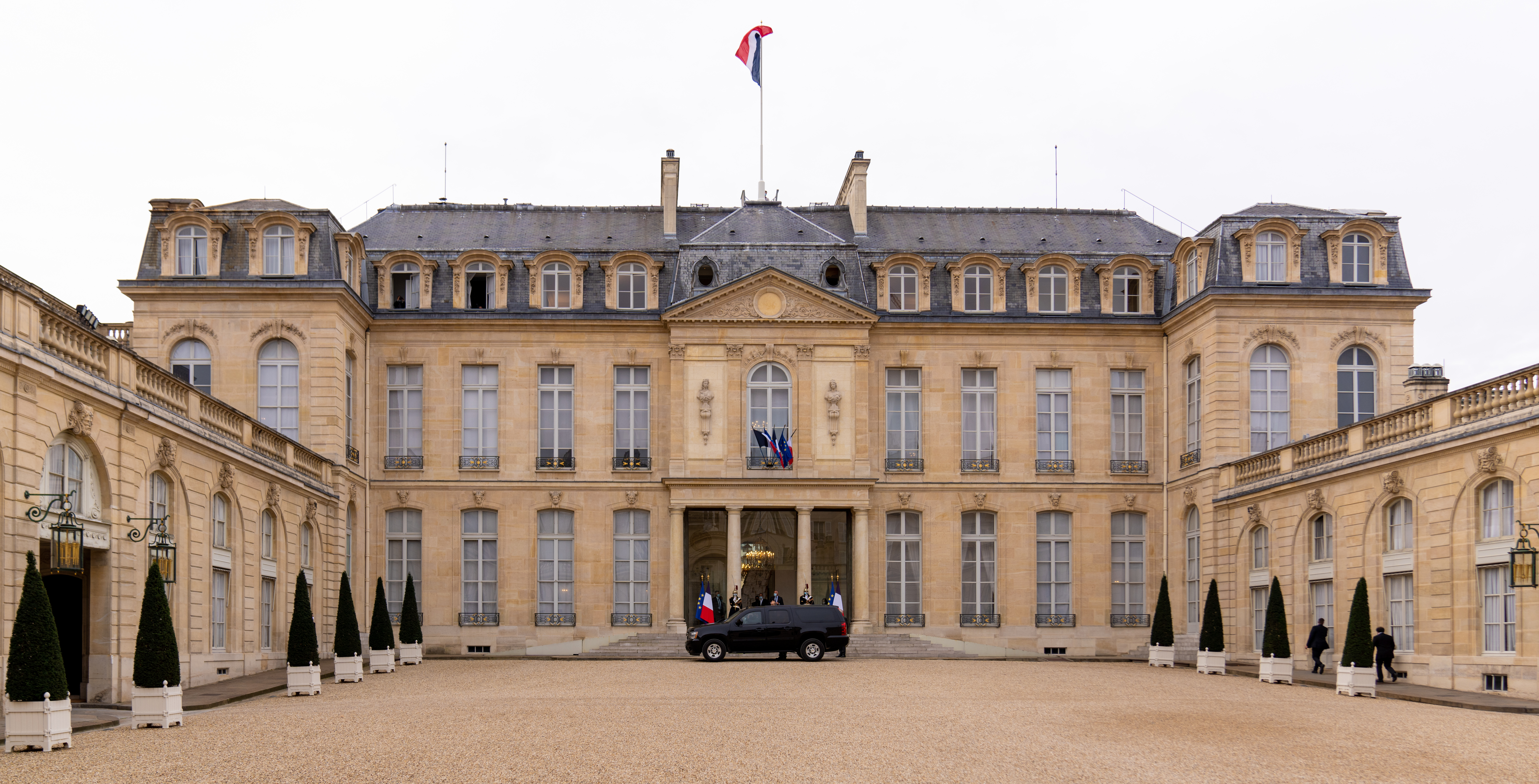
Het Élysée vanuit het binnenhof

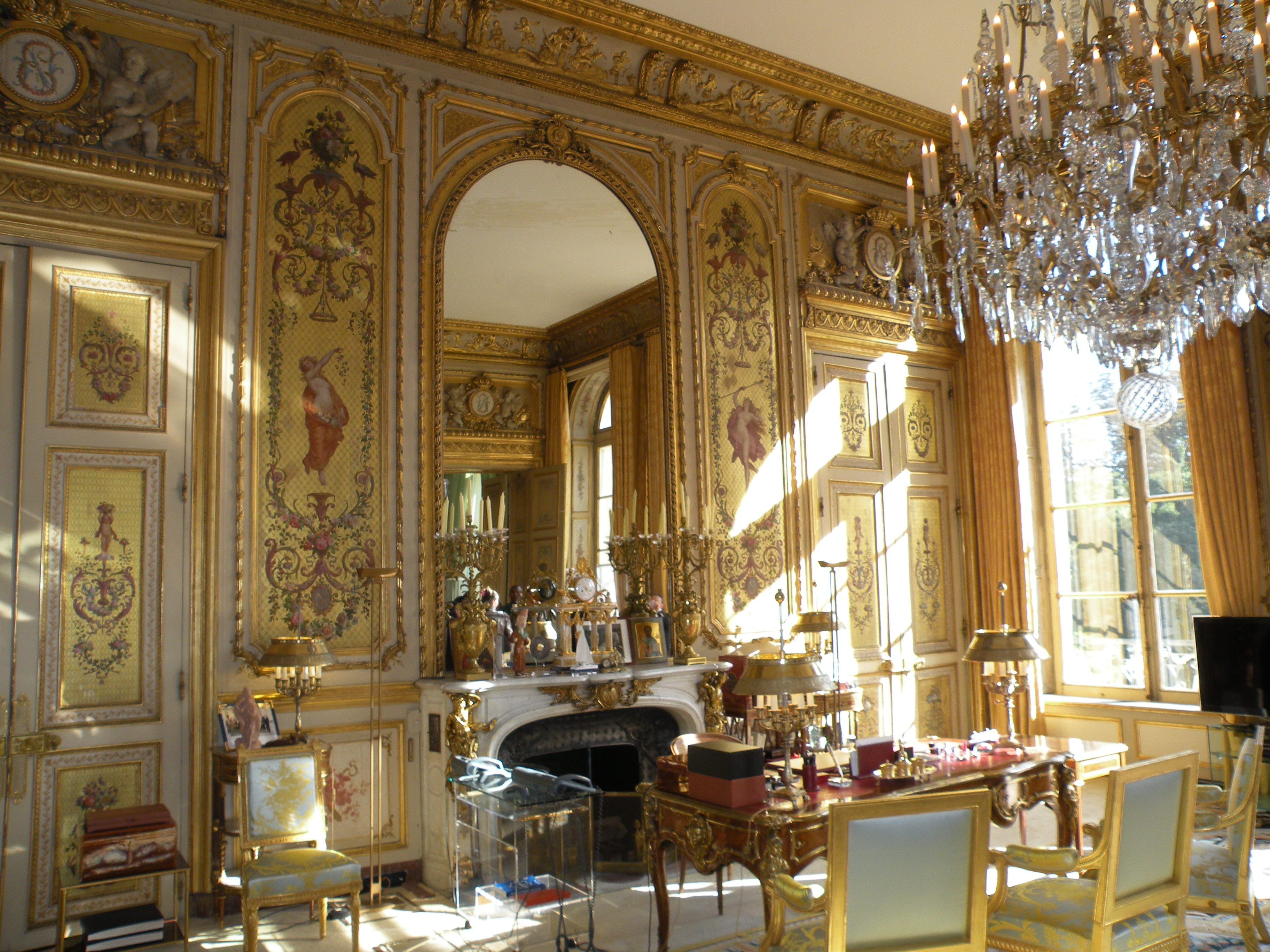
De Salon doré is de werkkamer van de president

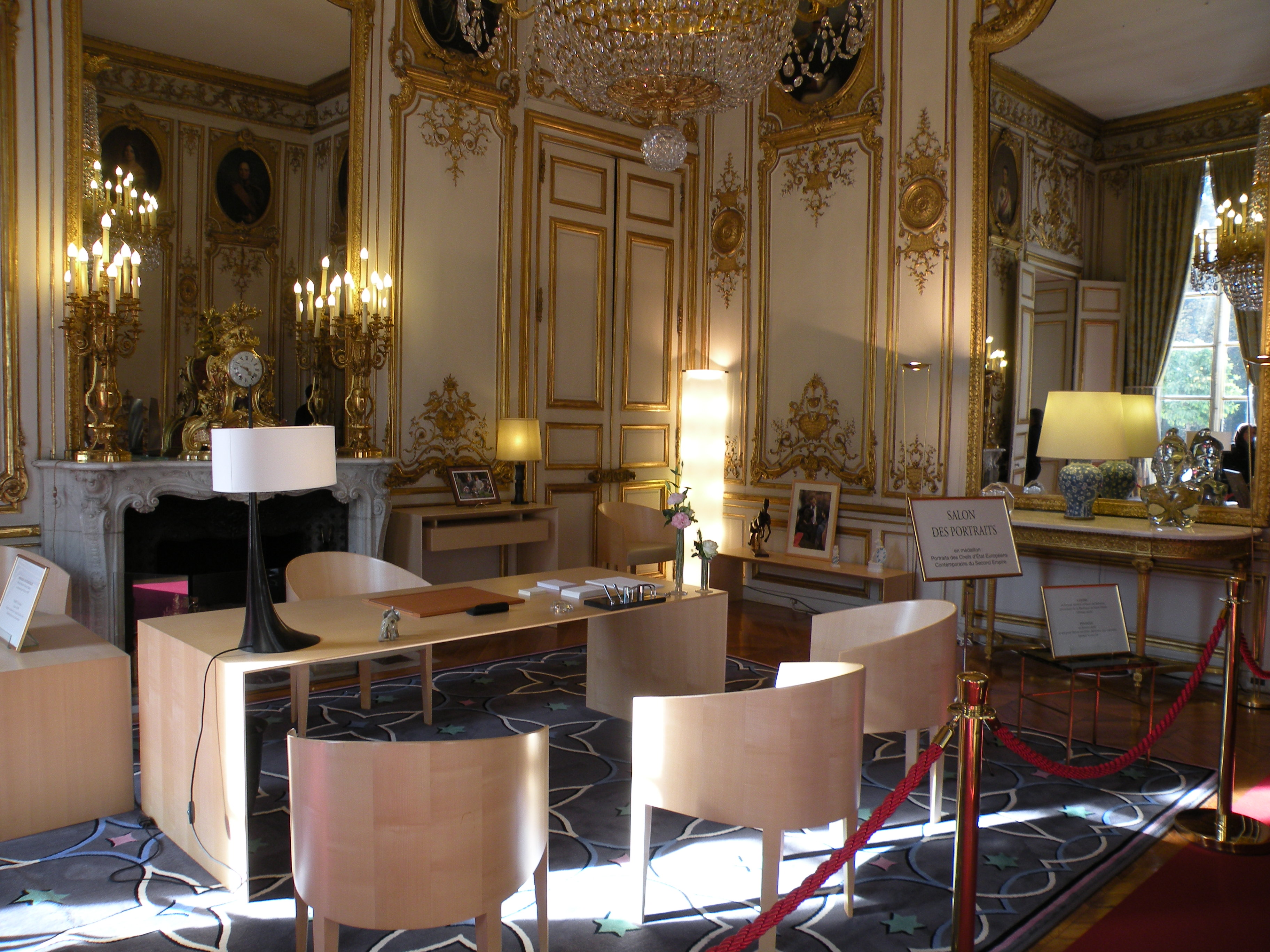
De Salon des portraits is het privé-kantoor van de president

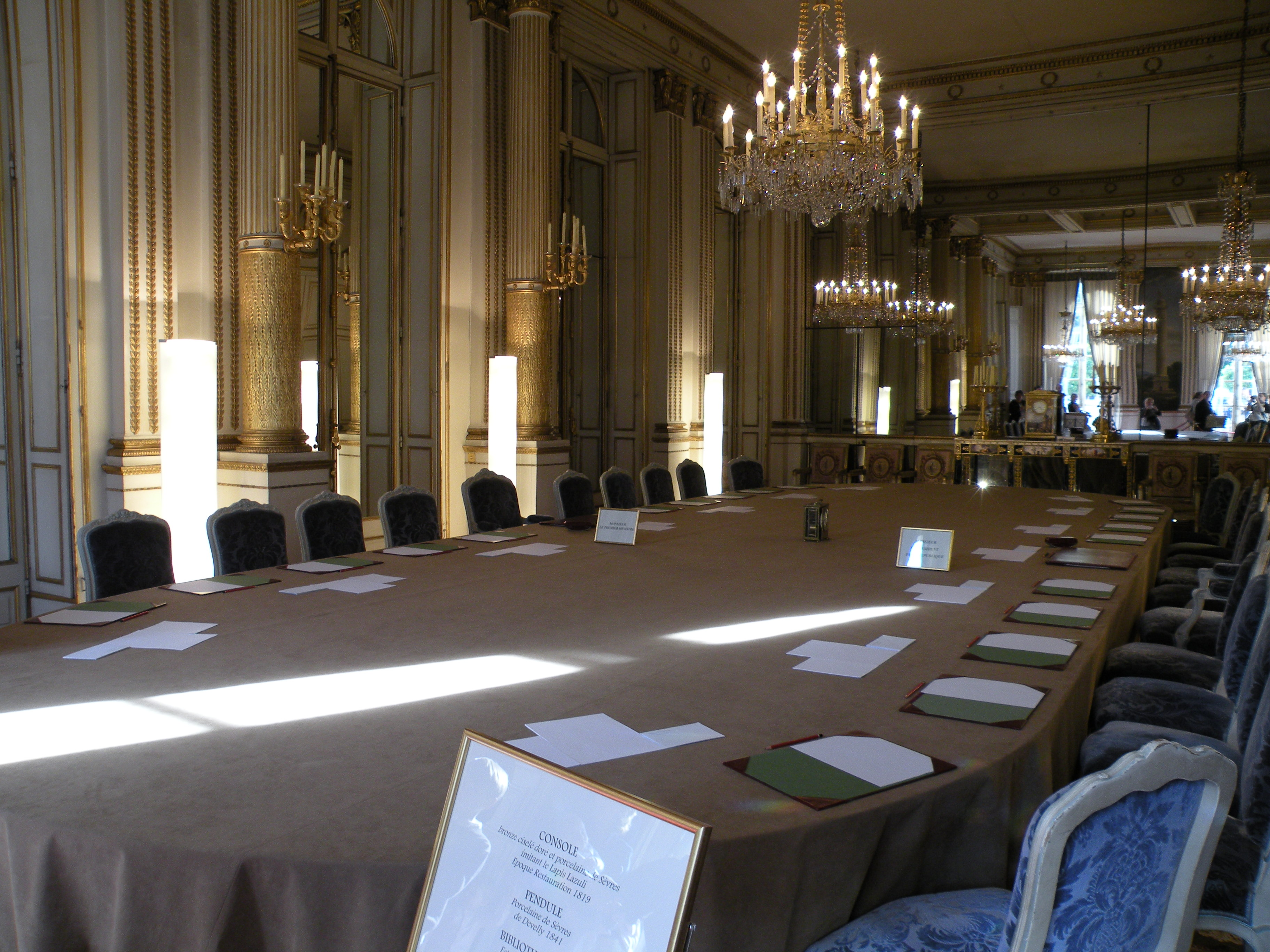
De Salon Murat is de vergaderzaal van de ministerraad

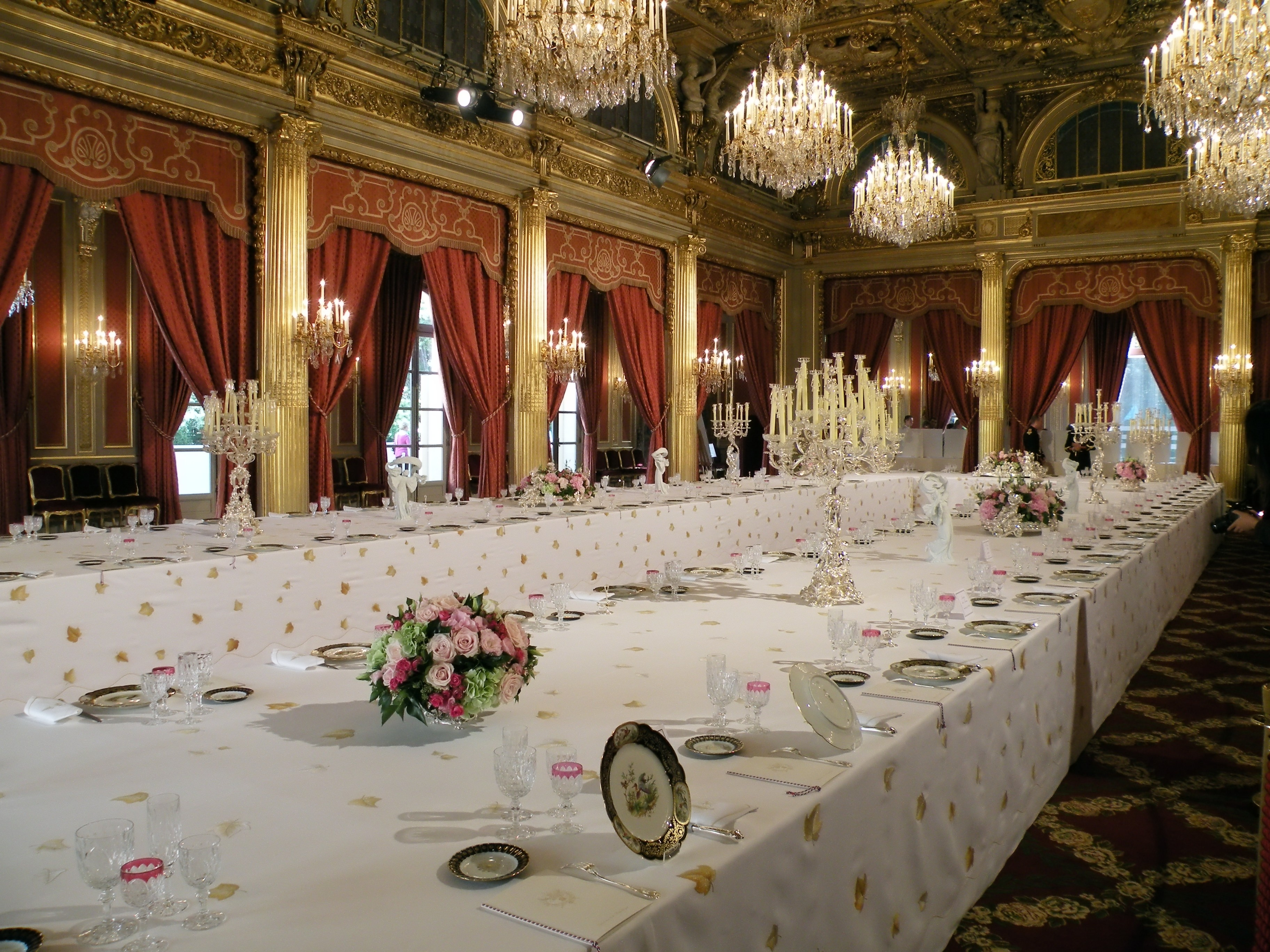
Salle des fêtes, de feestzaal

Het Élysée-paleis (Frans: Palais de l'Élysée) of simpelweg Élysée is de officiële residentie en werkplaats van de president van Frankrijk. Het stadspaleis ligt aan de rue du Faubourg-Saint Honoré, nummer 55, in het 8e arrondissement van Parijs, niet ver ten noorden van de Avenue des Champs-Élysées. Het wordt bewaakt door de republikeinse garde (Garde républicaine).

## Geschiedenis

### Bouw
Begin 18e eeuw bezat de architect Armand-Claude Mollet een stuk land aan de weg naar het dorp Roule, ten westen van Parijs (nu de rue du Faubourg-Saint Honoré) dat grensde aan een kroondomein, de Grand Cours door de Champs-Élysées. In 1718 kocht Louis-Henri de la Tour d'Auvergne, graaf van Évreux, dit, met de afspraak dat hij er een hôtel particulier zou bouwen, met een toegangshof ervoor en een tuin erachter. De bouw van dit Hôtel d'Évreux duurde vier jaar en was voltooid in 1722 (de naam Palais de l'Élysée zou pas van 1787 dateren, vanwege de nabijheid van de Champs-Élysées). De graaf van Évreux bekostigde de bouw met de bruidsschat van zijn vrouw Marie-Anne, de dochter van de rijke financier Crozat. Het werd door tijdgenoten beschouwd als een van de mooiste huizen van de buitenwijken van Parijs. Hoewel het daarna nog vele malen is verbouwd, blijft het een mooi voorbeeld van klassieke Régence.

### Nieuwe eigenaars
Bij de dood van de graaf van Évreux in 1753 kocht koning Lodewijk XV het aan voor zijn maîtresse Madame de Pompadour. De koning liet het opnieuw inrichten, onder andere door de Antwerpse houtsnijder Jacob Verberckt. Na de dood van Madame de Pompadour in 1764 werd het gebouw gebruikt als opslagruimte voor koninklijke meubels en als tijdelijke residentie voor ambassadeurs of buitenlandse vorsten op doorreis. In 1773 werd het aangekocht door de financier en kunstverzamelaar Nicolas Beaujean. Die liet door architect Étienne-Louis Boullée een galerij bouwen om zijn schilderijen tentoon te stellen. Beaujean verkocht het gebouw tegen een lijfrente aan koning Lodewijk XVI die het liet bewonen door zijn nicht Bathilde d'Orléans.
Tijdens de Franse Revolutie werd het onteigend en diende het een tijd als staatsdrukkerij en als depot van staatsmeubelen. Bathilde d'Orléans kwam opnieuw in het bezit van het particulier hotel, maar was in 1797 uit geldgebrek genoodzaakt de gelijkvloerse verdieping te verhuren aan de Kortrijkse handelaar Augustin Benoît Hovyn, die het gebruikte als ruimte voor bals, tentoonstellingen en feesten. Later werd het gebouw opgedeeld in winkels en appartementen, die werden verhuurd.
In 1803 kocht maarschalk Joachim Murat, de zwager van Napoleon Bonaparte, het gebouw en liet het met grote kosten ombouwen tot een luxe-residentie voor zichzelf. Toen Murat in 1808 koning van Napels werd, stond hij het paleis aan de staat af. Toen keizer Napoleon in 1809 scheidde van zijn eerste vrouw Joséphine de Beauharnais, schonk hij haar het Elysée. Joséphine verbleef er echter bijna nooit en in 1812 moest ze het aan Napoleon afstaan, in ruil voor het kasteel van Laken. Napoleon verbleef er af en toe met zijn tweede gezin.
Toen de geallieerde legers in 1814 Parijs bezetten, nam tsaar Alexander I van Rusland er zijn intrek. Napoleon verbleef er later opnieuw tijdens de Honderd Dagen. Na de slag bij Waterloo bracht hij daar zijn laatste dagen in Parijs door en deed er op 22 juni 1815 voor de tweede maal troonsafstand.
Het Elysée werd daarna voorgoed staatseigendom. Nog in 1815 werd het de residentie van de hertog van Berry, de neef en mogelijke opvolger van koning Lodewijk XVIII. Toen deze in 1820 werd vermoord, werd het paleis lange tijd niet meer gebruikt, behalve soms door enkele buitenlandse prinsen die op bezoek waren.

### Presidentiële ambtswoning
In 1848, onder de voorlopige regering van de Tweede Republiek, werd het hernoemd tot Elysée National. Hetzelfde jaar werd het voor het eerst toegewezen aan de President van de Republiek als officiële residentie. Het paleis der Tuilerieën, dat sinds 1800 de residentie van het staatshoofd was, gold te veel als een symbool van de monarchie. Toen de president, Louis-Napoléon Bonaparte, zich in 1852 tot keizer Napoleon III liet uitroepen, verhuisde hij het jaar daarop opnieuw naar de Tuilerieën. Napoleon III belastte de architect Joseph-Eugène Lacroix met renovaties, die doorgingen tot 1867. Er werden onder andere gaslampen geïnstalleerd. Sindsdien is het uiterlijk van het Élysée essentieel ongewijzigd. Het Elysée werd toen gebruikt als verblijf voor buitenlandse vorsten die Parijs bezochten.
Onder de Derde Republiek werd het Elysée sinds 1874 opnieuw gebruikt door het staatshoofd (de Tuilerieën waren in 1871 afgebrand), maar aanvankelijk was Versailles de grondwettelijke regeringszetel. Pas in 1879 werd het de officiële residentie van de president.
Sindsdien is het Elysée de ambtswoning van alle Franse presidenten geweest. Vooral onder de Vijfde Republiek is het het centrum van de Franse politiek macht geworden.
President Jules Grévy liet een wintertuin toevoegen. Onder Vincent Auriol volgde een restauratie en werd eigentijds meubilair aangekocht. Onder Charles de Gaulle werden toevoegingen van Napoleon III teruggedraaid om het geheel meer een empirestijl te geven. President Georges Pompidou liet enkele controversiële maar wel omkeerbare verbouwingen uitvoeren. President François Mitterrand liet de privévertrekken aanpassen en liet een standbeeld van Arman plaatsen in de grote hall. Onder president Nicolas Sarkozy werd de buitenkant van het Elysée gerestaureerd.
Vanwege de onopvallende ligging van het paleis, het gebrek aan ruimte en problemen met de veiligheid, hebben de presidenten Charles de Gaulle, Valéry Giscard d'Estaing en François Mitterrand plannen gehad om naar een andere residentie te verhuizen. Er werd gedacht aan het kasteel van Vincennes, het Hôtel des Invalides of de École Militaire. Uiteindelijk is daar niets van terechtgekomen. Sinds 2010 bestaat er wel een noodplan waarbij de president in geval van overstromingen naar Vincennes zou uitwijken.

## Presidentiële vertrekken

Palais de l'Élysée, Parijs

De presidentiële appartementen bevinden zich in de oostelijke vleugel van het Élysée. Op het gelijkvloers bevinden zich onder meer een eetzaal en een keuken voor maaltijden in privésfeer, een bibliotheek en enkele salons. Het Salon d'Argent, de plaats waar Napoleon in 1815 zijn troonafstand ondertekende, deed soms dienst als werkkamer voor de echtgenote van de president. De laatste premières dames, Carla Bruni en Valérie Trierweiler (tot haar breuk met de voormalige president François Hollande in 2014) gebruikten hiervoor het Salon Bleu. Op de eerste verdieping bevinden zich slaapkamers, een badkamer en enkele privé-vertrekken.
Van de presidenten van de Vijfde Republiek heeft alleen Jacques Chirac zijn hele ambtstermijn vrijwel permanent op het Élysée doorgebracht. Charles de Gaulle, die geen privéwoning in Parijs had, bracht normaal zijn weekends door in zijn woonplaats Colombey-les-Deux-Églises. Zijn opvolger Georges Pompidou overnachtte aanvankelijk regelmatig op het Élysée, maar toen hij in het laatste jaar van zijn regering ernstig ziek werd, keerde hij naar zijn privé-woning in Parijs terug, waar hij ook is overleden. Valéry Giscard d'Estaing en François Mitterrand zijn altijd hun eigen Parijse woning blijven gebruiken, net als de voormalige president François Hollande. Mitterrand verbleef zoveel in zijn eigen huis in de rue de Bièvre, dat men het spottend "Élysée bis" noemde.
Nicolas Sarkozy verbleef er in het begin vrijwel voortdurend. Na zijn scheiding met Cécilia Ciganer-Albéniz had hij zelf geen eigen woning meer en was het Élysée een tijd zijn officiële woonplaats. Nadat hij hertrouwd was met Carla Bruni, ging het koppel wonen in haar luxewoning in de Villa Montmorency, een afgesloten buurt van miljonairs in het 16e arrondissement van Parijs.

## Enkele bijzonderheden
- Het Élysée telt 365 vertrekken, waarvan 90 onder de grond. De gebruikte oppervlakte is meer dan 11.000 m². De aangrenzende tuinen beslaan 1,5 hectare.
- Er werken meer dan duizend mensen in het Élysée. De Franse president beschikt immers over een grote staf persoonlijke medewerkers. Een aantal diensten van de president zijn in andere gebouwen gevestigd.
- De Franse ministerraad vergadert wekelijks in de Salon Murat op het Élysée.
- De Salon doré (vergulde salon) is sinds de Gaulle de werkkamer van elke president, behalve Giscard d'Estaing, die het als vergaderruimte gebruikte. De huidige werktafel en de zetel van het staatshoofd zijn dezelfde als die van de Gaulle.
- Buitenlandse staatshoofden en regeringsleiders die op bezoek zijn, brengen in de regel nooit de nacht op het Élysée door. Als ze de gast zijn van de Franse president, logeren ze in het nabijgelegen Hôtel de Marigny, een gebouw waar ook een deel van de presidentiële staf werkt. President de Gaulle zei ooit dat hij geen zin had om " 's nachts een koning in pyjama in de gang tegen te komen". Alleen de West-Duitse bondskanselier Konrad Adenauer heeft ooit als gast van de Gaulle in de presidentiële appartementen overnacht.
- Nicolas Sarkozy is de enige president die in het Élysée getrouwd is, in 2008; zijn nieuwe echtgenote Carla Bruni poseerde kort nadien op de daken van het Élysée voor het blad Vanity Fair.
- De enige Franse president die in het Élysée overleed was Félix Faure (1899). De omstandigheden waarin dit gebeurde (hij kreeg een beroerte tijdens seksuele handelingen met zijn maîtresse die hij in een salon ontving) zorgden voor een sfeer van gêne en taboe rond het Élysée.

## Andere residenties
De president heeft nog andere officiële residenties. Als buitenverblijf beschikt hij over het onopvallende domein van Souzy-la-Briche in het departement Essonne ten zuiden van Parijs. President Sarkozy bracht echter zijn weekends door in het jachtpaviljoen La Lanterne in Versailles. Dat is officieel het buitenverblijf van de Franse eerste minister, die in plaats daarvan gebruik maakte van Souzy-la-Briche.
Het Fort van Brégançon in de gemeente Bormes-les-Mimosas (departement Var) is sinds 1968 een presidentieel vakantieverblijf.